# Luis De Filippis
Pour les articles homonymes, voir De Filippis.
Luis De Filippis est une réalisatrice et scénariste canadienne-italienne de Toronto, en Ontario, au Canada. Ses films mettent en scène des protagonistes trans, mais sans être nécessairement centrés sur des conflits intérieurs ou interpersonnels liés à leur identité de genre. Ses oeuvres se concentrent plutôt sur les expériences et les relations familiales que continuent de vivre les protagonistes une fois leur transition de genre avancée.
De Filippis s'est d'abord fait connaître pour son court métrage de 2017 For Nonna Anna (en), qui a reçu un Prix spécial du jury au Festival du film de Sundance de 2018 et a été nommé dans la catégorie Meilleur court métrage de fiction aux Prix Écrans canadiens de 2019.
De Filippis a également remporté le Prix de l'artiste canadien émergent au festival Inside Out de 2018.
Son premier long métrage, Something You Said Last Night (en), a été présenté en première au Festival international du film de Toronto 2022 dans la catégorie Découverte, ou il a remporté le Prix Changemaker. Something You Said Last Night est sorti en salle à l'été 2023.